# 47 (numero)
Quarantasette (47) è il numero naturale che viene dopo il 46 e prima del 48. (Cf. latino quadraginta septem, greco ἑπτὰ καὶ τεσσαράκοντα)

## Proprietà matematiche
- È un numero dispari.
- È un numero difettivo.
- È il 15º numero primo, dopo il 43 e prima del 53.
- È un numero primo sicuro, ovvero (47-1)/2 è ancora un numero primo.
- È un numero primo troncabile a sinistra.
- È un numero primo di Eisenstein (è un primo della forma 3n - 1).
- È un numero altamente cototiente.
- È un numero di Keith.
- È un numero di Ulam.
- È il numero n con più soluzioni all'equazione x - φ(x) = n che qualsiasi numero più basso, tranne 1. È quindi un numero altamente cototiente.
- È un numero di Thabit.
- È il terzo numero di Carol[1] ed è il secondo a essere primo.
- È un numero strettamente non palindromo.
- La radice ottava di 47= 1,6181256127680216149445444709318 (valore prossimo alla sezione aurea).
- È parte della terna pitagorica (47, 1104, 1105).
- È il nono numero della successione di Lucas, dopo il 29 e prima del 76.
- È un numero intero privo di quadrati.
- È un numero congruente.
- Non è la somma di due numeri primi.

## Astronomia
- 47P/Ashbrook-Jackson è una cometa periodica del sistema solare.
- 47 Aglaja è un asteroide della fascia principale del sistema solare.
- M 47 è un ammasso aperto visibile nella costellazione della Poppa.
- NGC 47 è una galassia a spirale della costellazione della Balena.

## Astronautica
- Cosmos 47 è un satellite artificiale russo.

## Chimica
- È il numero atomico dell'Argento (Ag).

## Simbologia

### Storia
- Nell'anno 1947 è stato progettato l'AK-47.

### Smorfia
- Nella smorfia il numero 47 è il morto.

### Videogiochi
- È il nome del sicario del videogioco Hitman.

## Televisione
- È un numero che si presenta nelle serie televisive Star Trek e Alias più spesso di altri. Il motivo di questa strana ricorrenza del numero 47 risale all'influenza che il college di Pomona ha avuto su alcuni scrittori delle serie. Il primo scrittore ad aver introdotto questa abitudine in Star Trek è stato Joe Menosky, che ha iniziato a collaborare con la produzione nel 1990.[2] I riferimenti al numero 47 prima di questa data sono puramente casuali. Il numero 47 si ripete con frequenza significativa anche nella serie Fringe di J. J. Abrams, il che fa supporre un intento simbolico anche all'interno di essa.

## Viabilità
- La strada statale 47 della Valsugana (SS 47) e la strada provinciale 47 della Valsugana (SP 47) sono due importanti arterie di collegamento del nord Italia.